# Rathaus Kastl (Lauterachtal)

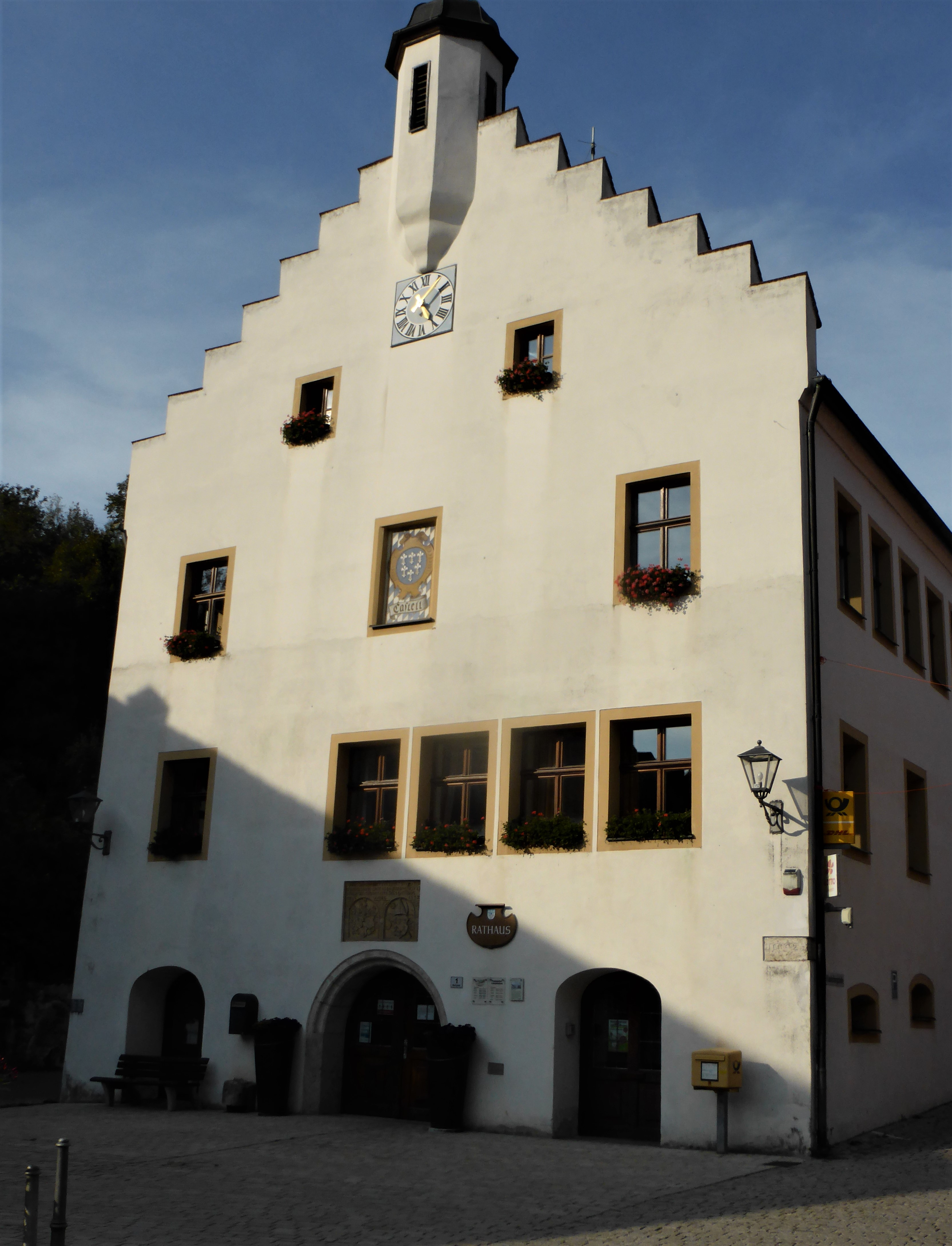
Rathaus in Kastl

Das Rathaus in Kastl, einer Marktgemeinde im Oberpfälzer Landkreis Amberg-Sulzbach in Bayern, wurde 1552 errichtet. Das Rathaus am Marktplatz 1 ist ein geschütztes Baudenkmal. 
Der dreigeschossige Satteldachbau mit Staffelgiebel hat einen achteckigen Dachreiter mit Haube auf der Giebelspitze. Darunter ist eine Uhr angebracht. Über dem rundbogigen Portal ist ein Sandsteinrelief mit zwei Wappen und einer Inschrift in die Fassade eingelassen. 